# Кудзоев, Алан Ибрагимович
Алан Ибрагимович Кудзоев (осет. Куыдзойты Ибрагимы фырт Алан; род. 6 сентября 2000, Владикавказ) — российский борец вольного стиля осетинского происхождения, призёр чемпионата России, победитель Первенства России среди молодёжи, бронзовый призёр Первенства мира, бронзовый призёр Спартакиады сильнейших в Казани.

## Спортивные достижения
- Бронзовый призёр Всероссийской спартакиады до 70кг (2022)[1]
- Бронзовый призёр первенство мира в Эстонии до 70кг (2019)[2]
- Победитель первенства России до 70кг (2019, 2020)[3]
- Бронзовый призёр чемпионата России 2025